# Taxonomia dos Solos do USDA

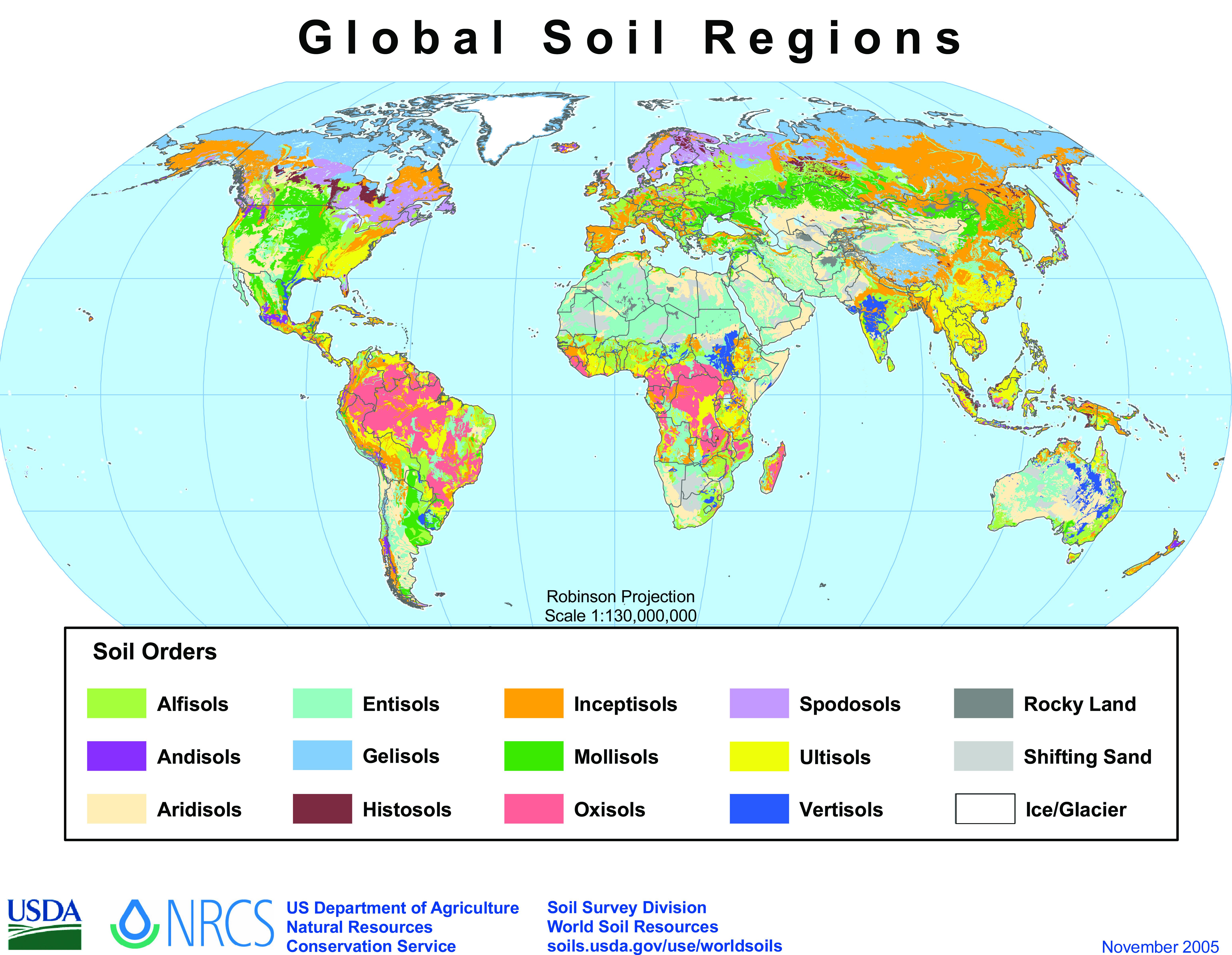
Distribuição global das ordens de solos no sistema de taxonomia de solos do USDA. Uma versão muito maior do mapa também está disponível.

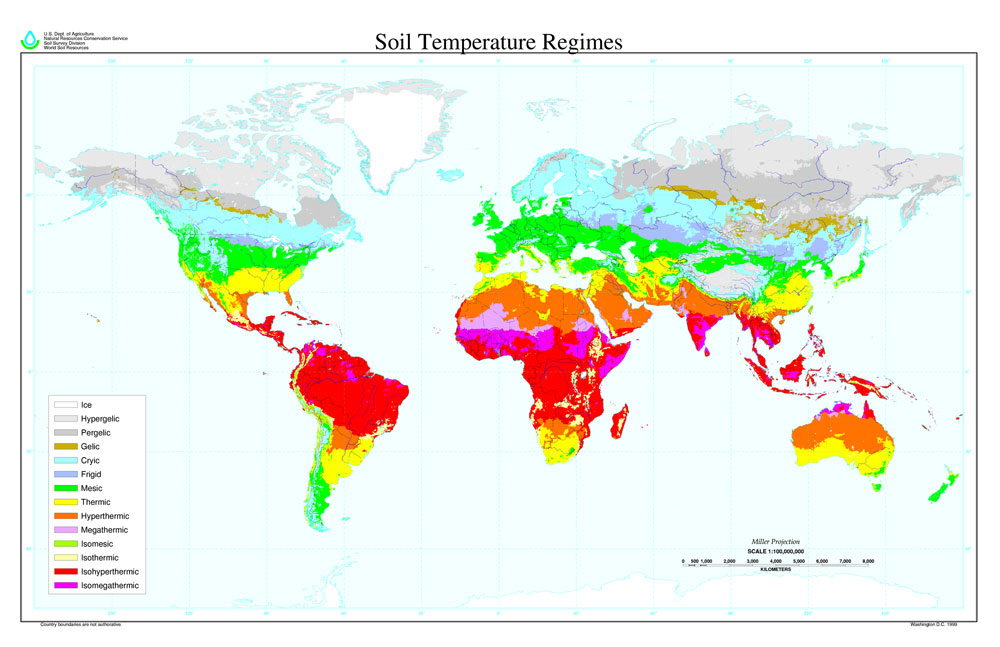
Distribuição global dos regimes de temperatura do solo.

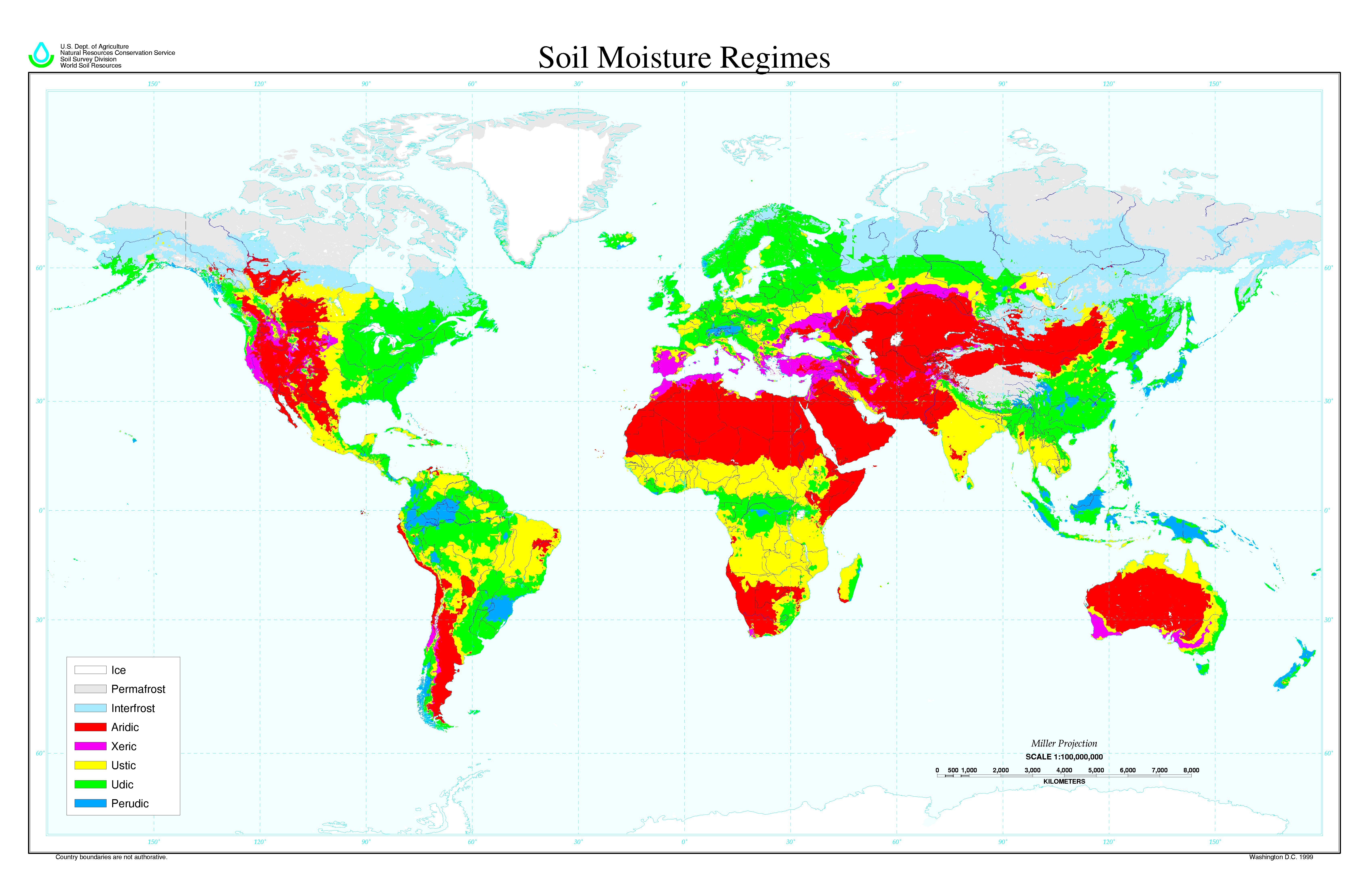
Distribuição global dos regimes de humidade do solo.

Taxonomia dos Solos do USDA (frequentemente referida pelo nome em inglês USDA soil taxonomy ou pela sigla ST) é um sistema de classificação dos solos, assente sobre uma estrutura taxonómica desenvolvida pelo Departamento de Agricultura dos Estados Unidos da América (United States Department of Agriculture ou USDA) e pelo National Cooperative Soil Survey, que fornece uma elaborada classificação de tipos de solo de acordo com vários parâmetros das suas propriedades físico-químicas e biológicas que, à semelhança dos sistemas de classificação biológica, agrupa os solos em seis níveis taxónmicos, designados por ordem, subordem, grande grupo, subgrupo, família e séries.  A classificação foi originalmente desenvolvida por Guy D. Smith, investigador do USDA, para aplicação na avaliação das potencialidades agronómicas dos solos.

## Descrição
Uma taxonomia é um arranjo de um conjunto organizado de forma sistemática com recurso a categorias previamente definidas e organizadas hierarquicamente. No caso da taxonomia do solo adoptada pelo USDA são estabelecidos seis níveis de classificação que, indo do mais geral para o mais específico, são: (1) ordem; (2) subordem; (3) grande grupo; (4) subgrupo; (5) família; e (6) série. O sistema baseia-se na obervação de um conjunto de propriedades do solo que podem ser medidas quantitativamente, que inclui: profundidade, teor de humidade, temperatura, textura, estrutura, capacidade de troca catiónica, grau de saturação de bases, mineralogia das argilas, teor de matéria orgânica e teor de sal.
Existem 12 ordens de solos (o nível hierárquico superior) na taxonomia dos solos do USDA. Os nomes das ordens terminam com o sufixo -sol. Os critérios para as diferentes ordens de solos incluem propriedades que reflectem diferenças importantes na génese dos solos. As ordens são as seguintes:
- Alfisol — solos ricos em alumínio e ferro. Apresentam horizontes de acumulação de argila e formam-se onde há humidade e calor suficientes para pelo menos três meses de crescimento das plantas. Constituem 10% dos solos de todo o mundo.
- Andisol — solos de cinzas vulcânicas. São solos jovens que cobrem cerca de 1% da superfície mundial livre de gelos permanentes.
- Aridisol — Solos secos e não lixiviados que se formam em condições desérticas em regiões onde ocorram menos de 90 dias consecutivos de humidade durante a estação de crescimento. Incluem quase 12% dos solos da Terra. A formação do solo é lenta e a matéria orgânica acumulada é escassa. Podem ter zonas subsuperficiais de caliche ou duripan. Muitos aridisols têm horizontes Bt bem desenvolvidos, mostrando movimento vertical de argila de períodos passados de maior humidade.
- Entisol — Solos de formação recente que não possuem horizontes bem desenvolvidos. Encontram-se habitualmente em sedimentos de areias e argilas não consolidados de rios e praias ou em cinzas vulcânicas. Alguns apresentam um horizonte A no topo de rocha. Representam 18% dos solos de todo o mundo.
- Gelisol — Solos sobre permafrost, com permafrost a menos de dois metros da superfície ou materiais gelatinosos e permafrost a menos de um metro de profundidade. Constituem 9% dos solos a nível mundial.
- Histosol — Os solos orgânicos, anteriormente designados por solos pantanosos, representam 1% dos solos a nível mundial.
- Inceptisol — Solos jovens, com formação de horizontes subsuperficiais mas apresentando pouca eluvião e iluvião. Constituem 15% dos solos a nível mundial.
- Mollisol — Solos macios, profundos e escuros, formados em prados e em algumas florestas de folhosas, com horizontes A muito espessos. Representam 7% dos solos de todo o mundo.
- Oxisol — São solos fortemente meteorizados, ricos em óxidos de ferro e óxido de alumínio (sesquióxidos) ou caulinos, mas pobres em sílica. Possuem apenas vestígios de nutrientes devido às fortes chuvas tropicais e às altas temperaturas e à baixa capacidade de troca catiónica das restantes argilas. Representam 8% dos solos em todo o mundo.
- Spodosol — Solos ácidos com camada coloidal orgânica complexada com ferro e alumínio lixiviados de uma camada superior. São solos típicos de florestas de coníferas e de árvores de folha caduca em climas mais frios. Constituem 4% dos solos a nível mundial.
- Ultisol — Solos ácidos das regiões tropicais e subtropicais húmidas, que estão empobrecidos em cálcio, magnésio e potássio (importantes nutrientes das plantas). São fortemente meteorizados, mas não tanto quanto os Oxisols. Representam 8% do solo mundial.
- Vertisol — Solos invertidos. São ricos em argilas e tendem a inchar quando molhados e a encolher quando secam, formando frequentemente fendas profundas nas quais as camadas superficiais podem cair. São difíceis de cultivar ou de construir estradas e edifícios devido à sua elevada taxa de expansão. Constituem 2% dos solos a nível mundial.

As percentagens acima referidas respeitam à superfície terrestre sem gelos permanentes. Os solos de montanha, que constituem o restante (11,6%), são uma mistura dos acima referidos, ou são classificados como montanhas escarpadas que não têm solos.

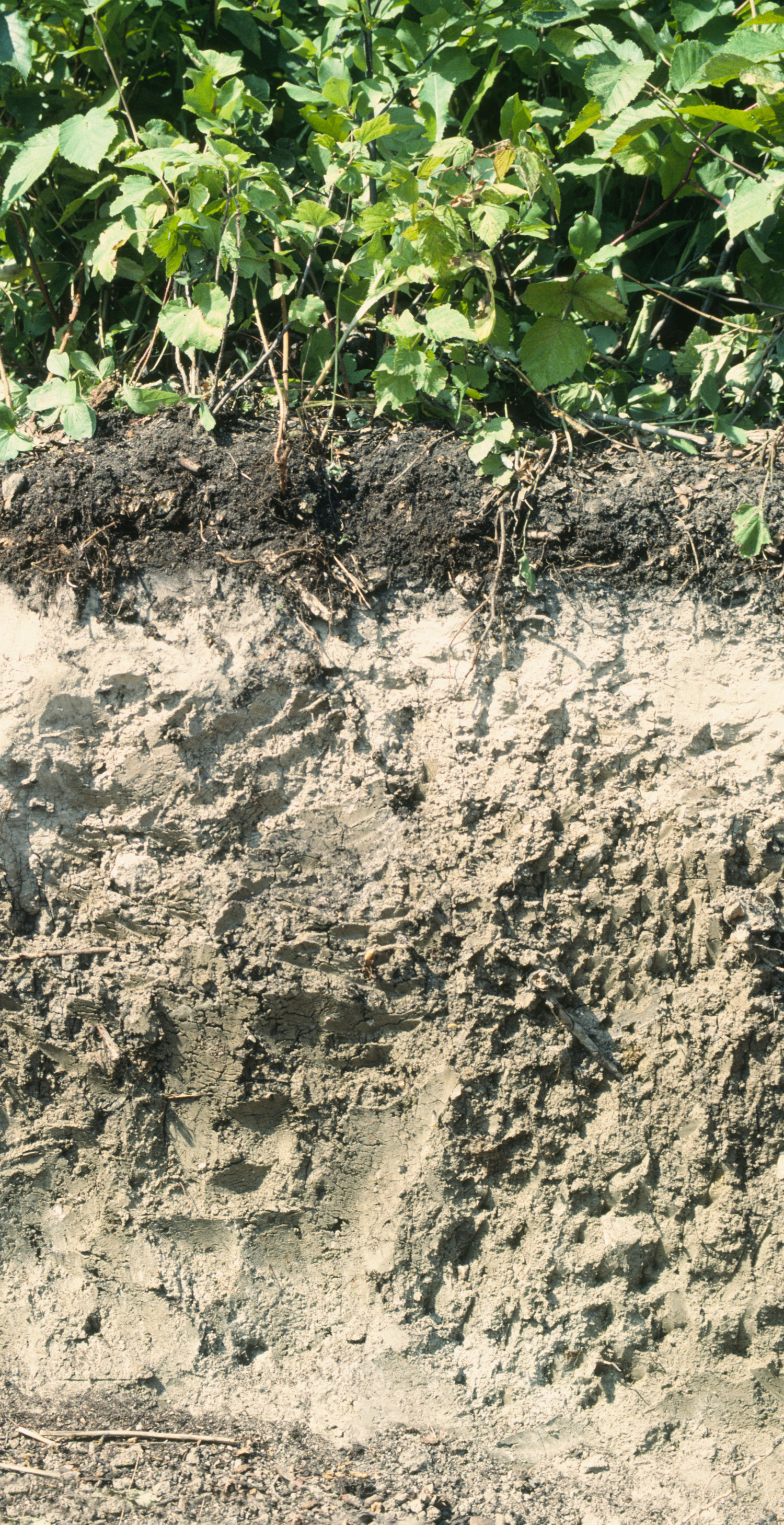
Alfisol
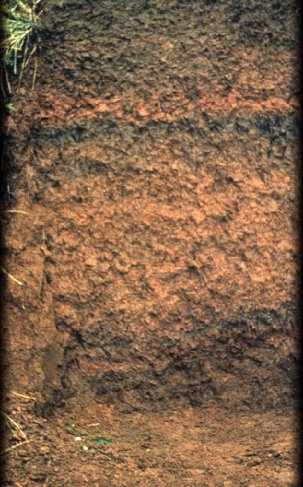
Andisol
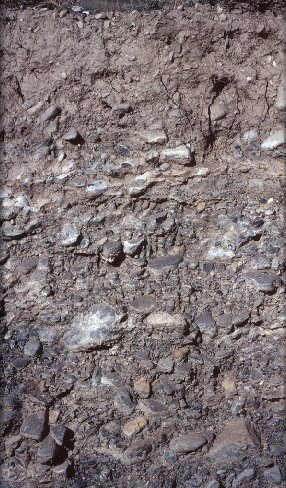
Aridisol
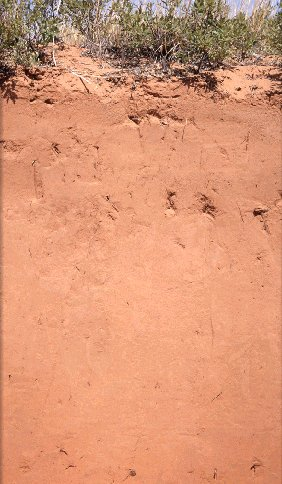
Entisol
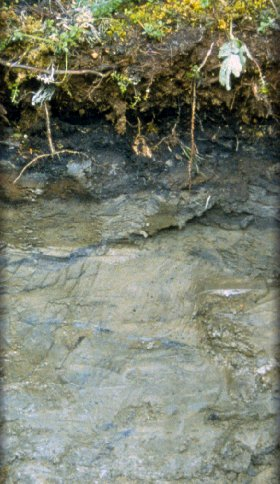
Gelisol
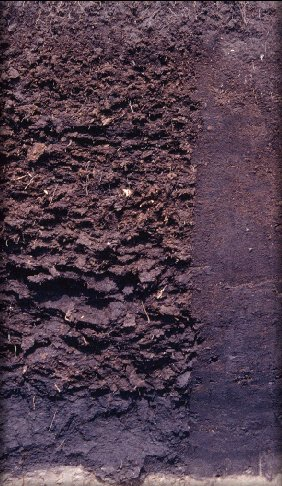
Histosol
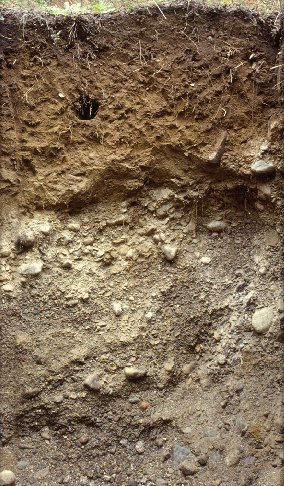
Inceptisol
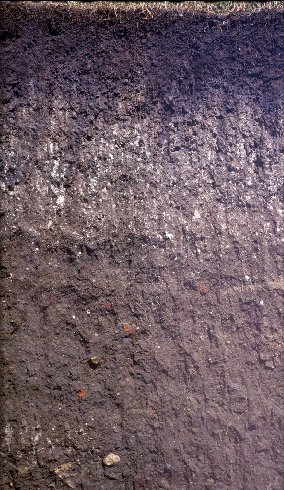
Mollisol
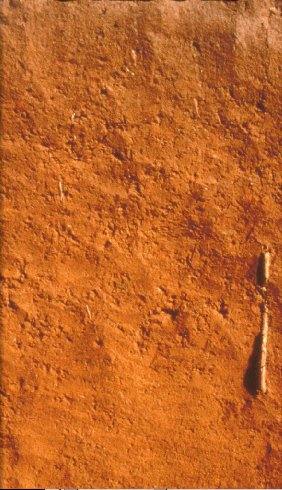
Oxisol
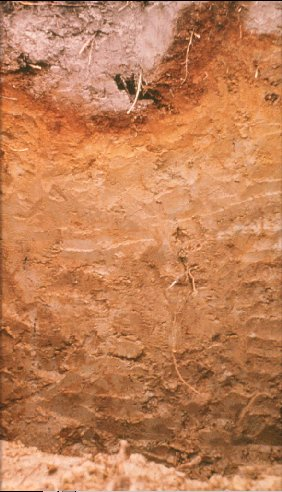
Spodosol
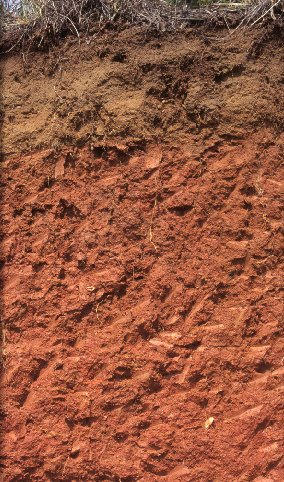
Ultisol
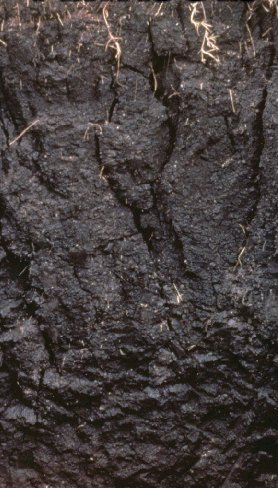
Vertisol

As «ordens» de solo acima referidas, em ordem crescente de grau de desenvolvimento, são Entisols, Inceptisols, Aridisols, Mollisols, Alfisols, Spodosols, Ultisols e Oxisols. Os Histosols e Vertisols podem aparecer em qualquer uma das ordens acima em qualquer altura do seu desenvolvimento.
As «subordens» de solos dentro de uma ordem são diferenciadas com base nas propriedades do solo e nos horizontes que dependem da humidade e da temperatura do solo. São reconhecidas 47 subordens na classificação dos Estados Unidos.
A categoria de «grande grupo» de solos é uma subdivisão de uma subordem em que o tipo e a sequência dos horizontes do solo distinguem um solo de outro. Nesta classificação são reconhecidos cerca de 185 grandes grupos. Os horizontes marcados por argila, ferro, húmus e pans duras e as caraterísticas do solo, como a expansão-contração das argilas (que produzem a auto-mistura proporcionada pela argila), a temperatura e as quantidades acentuadas de vários sais, são utilizados como caraterísticas distintivas.
As categorias de «grande grupo» dividem-se em três tipos de «subgrupo de solos»: típicos, intergraduados e extragraduados. Um subgrupo típico representa o conceito básico ou típico do grande grupo a que pertence o subgrupo descrito. Um subgrupo intergraduado descreve as propriedades que sugerem a forma como o subgrupo se aproxima (é semelhante) dos solos de outros grandes grupos, subordens ou ordens de solos. Estas propriedades não são suficientemente desenvolvidas ou expressas para fazer com que o solo seja incluído no grande grupo para o qual se classifica, mas sugerem semelhanças. As caraterísticas extragraduadas são propriedades aberrantes que impedem que o solo seja incluído noutra classificação de solos. Estão definidos nos Estados Unidos cerca de 1 000 subgrupos de solos.
Uma categoria de «família de solos» é um grupo de solos dentro de um subgrupo e descreve as propriedades físicas e químicas que afectam a resposta do solo à gestão agrícola e às aplicações de engenharia. As principais caraterísticas utilizadas para diferenciar as famílias de solos incluem a textura, a mineralogia, o pH, a permeabilidade, a estrutura, a consistência, o padrão de precipitação local e a temperatura do solo. Para alguns solos, os critérios também especificam a percentagem de silte, areia e fragmentos grosseiros, como cascalho, pedras e rochas. Cerca de 4 500 famílias de solos são reconhecidas nos Estados Unidos.
Uma família pode conter várias «séries de solos» que descrevem a localização física utilizando o nome de uma caraterística física proeminente, como um rio ou uma cidade perto de onde a amostra de solo foi recolhida. Um exemplo seria «Merrimack» para o rio Merrimack, em New Hampshire. Mais de 14 000 séries de solos são reconhecidas nos Estados Unidos. Este factor permite descrições muito específicas dos solos.
Uma «fase de série do solo», originalmente designada por «tipo de solo», descreve a textura da superfície do solo, o declive, a pedregosidade, a salinidade, a erosão e outras condições.

## Ordens de solos
Nome das ordens de solo na taxonomia do solo do USDA com as suas principais caraterísticas diferenciadoras:
- Alfisols:  Deve ter horizonte argílico, nátrico ou do tipo cândico (kandic); saturação de base alta a média; moderadamente meteorizado; forma-se normalmente sob florestas boreais ou de folha larga; rico em ferro e alumínio; comum em áreas húmidas, semi-tropicais e climas mediterrânicos; 9,6% da terra livre de gelo global e 14,5% da terra livre de gelo dos EUA.
- Andisols: Formam-se a partir de piroclastos (materiais vulcânicos de ejecção), dominados por alofanas ou complexos Al-húmicos; devem ter propriedades de solo ândico: alto teor de minerais de Fe e Al pouco cristalinos, alto teor de fósforo, baixa densidade aparente e altas proporções de vidro e materiais coloidais amorfos, como alofanas, imogolite e ferrihidrite; alto teor de matéria orgânica, às vezes melânica no epipedon; 0,7% da superfície global e 1,7% da superfície livre de gelo dos EUA.
- Aridisols: Solo seco (i.e., deve ter um regime de humidade árido); o epipedon é comum; por vezes horizonte argílico ou nátrico; deve ter algum horizonte subsuperficial de diagnóstico; comum em desertos; 12,7% da terra livre de gelo global e 8,8% da terra livre de gelo dos EUA.
- Entisols: Menor desenvolvimento do perfil do solo; o epipedon ócrico é comum; não há horizontes B; ordem mais comum por área de superfície (16,3% da terra livre de gelo global e 12,2% da terra livre de gelo dos EUA).
- Gelisols: Solos com permafrost num raio de 100 cm ou crioturbação (formação de gelo) num raio de 100 cm mais permafrost num raio de 200 cm, normalmente em latitudes e elevações elevadas; 8,6% da área global e 7,5% da área sem gelo dos EUA.
- Histosols: Deve ter epipedon hístico; regime de humidade do solo geralmente aquático; ausência de horizontes subsuperficiais de diagnóstico; decomposição rápida quando arejado; turfa ou pântano; >20% de matéria orgânica; materiais orgânicos do solo que se estendem até uma camada impermeável ou com uma camada orgânica com mais de 40 cm de espessura e sem propriedades andicas; normalmente em zonas húmidas (pântanos, charcos, etc.); 1,2% da superfície mundial e 1,3% da superfície sem gelo dos EUA.
- Inceptisols: Semelhante ao entisol, mas o início de um horizonte B é evidente; não há horizontes subsuperficiais de diagnóstico; em paisagens continuamente erodidas ou depósitos jovens; horizonte cambial, sulfúrico, cálcico, gíptico, petrocálcico ou petrogíptico, ou com um horizonte mólico, úmbrico ou hístico, ou com uma percentagem de sódio permutável >15% ou fragipan; 9,9% da área global e 9,1% da área livre de gelo dos EUA.
- Mollisols: Deve ter epipedon mólico; saturação de bases elevada >50%; solos escuros; alguns com horizontes argilosos ou nátricos; comum em pradarias; 6,9% da superfície global e 22,4% da superfície livre de gelo dos EUA.
- Oxisols: Grande desenvolvimento do perfil do solo; deve ter um horizonte óxico dentro de 150 cm da superfície do solo; baixa disponibilidade de nutrientes; sem horizonte argílico; altamente meteorizado; dominado por argilas de membros finais, óxidos de Al e Fe; comum em paisagens antigas nos trópicos; 7,6% do mundo e <0,01% da terra livre de gelo dos EUA.
- Spodosols: Deve ter um horizonte espódico a menos de 2 m da superfície do solo e sem propriedades ândicas; normalmente tem um horizonte álbico; elevado teor de Fe, óxidos de Al e acumulação de húmus; solos ácidos; comum em florestas de coníferas ou florestas boreais; 2,6% da superfície mundial e 3,3% da superfície livre de gelo dos EUA.
- Ultisols: Deve ter um horizonte argílico ou cândico; baixa saturação de bases de <35% a 2 m de profundidade ou 75 cm abaixo de um fragipan; comum em regiões subtropicais; frequentemente conhecido como solos de argila vermelha; 8,5% da terra livre de gelo global e 9,6% da terra livre de gelo dos EUA.
- Vertisols: Normalmente, epipedon mólico; rico em argilas que se retraem e incham; >30% de argila a uma profundidade de 50 cm; fissuras profundas (chamadas gilgai) formam-se quando o solo seca; formam-se a partir de material de origem rico em argilas (por exemplo, xistos, bacias, horizontes Bt expostos de solos antigos); 2,4% da terra livre de gelo global e 1,7% da terra livre de gelo dos EUA.

### Exemplos de classificação do tipo de solo
Ordem: Entisols 
Subordem: Fluvents
Grande grupo: Torrifluvents
Subgrupo: Typic Torrifluvents 
Família: Torrifluventes típicos, finos, argilosos, mistos, superactivos, calcários
Série: Jocity, Youngston.
Ordem: Alfisols
Subordem: Xeralfs
Grande grupo: Durixeralfs
Subgrupo: Abruptic Durixeralfs
Família: Fino, Misto, Ativo, thermic Abruptic Durixeralfs
Série: San Joaquin (soil)

### Regimes de temperatura do solo
Os regimes de temperatura do solo, como o frígido, o mésico e o térmico, são utilizados para classificar os solos em alguns dos níveis inferiores da taxonomia do solo. O regime de temperatura crónica distingue alguns grupos de nível superior. Estes regimes baseiam-se na temperatura média anual do solo (TMA), na temperatura média do verão e na diferença entre as temperaturas médias do verão e do inverno, todas a uma profundidade de 50 cm no solo. Normalmente assume-se que a TMA (em °C) é igual à soma da temperatura média anual do ar mais 2 °C. Se a diferença entre as temperaturas médias de verão e de inverno for inferior a 6 °C, acrescentar Iso à frente do nome da classe de temperatura do solo.
| Regime de temperatura do solo | Gama de temperaturas |
| ----------------------------- | -------------------- |
| Pergelic                      | ~ -8 °C to -4 °C     |
| Subgelic                      | ~ -4 °C to 0 °C      |
| Frigid                        | ~ 0 °C to 8 °C       |
| Mesic                         | 8 °C to 15 °C        |
| Thermic                       | 15 °C to 22 °C       |
| Hyperthermic                  | 22 °C ou superior    |

### Regimes de humidade do solo
O regime de humidade do solo, que reflecte frequentemente factores climáticos, é um factor determinante da produtividade dos ecossistemas terrestres, incluindo os sistemas agrícolas. Os regimes de humidade do solo são definidos com base nos níveis do lençol freático e nas quantidades de água do solo disponíveis para as plantas durante um determinado ano numa determinada região. São utilizadas várias classes de regimes de humidade para caraterizar os solos. Estas categorias são modificadores de terminologia ao nível da subordem de caraterização do solo.
| Regime de humidade do solo | Caraterísticas principais |
| -------------------------- | --- |
| Aquic                      | O solo está saturado de água e praticamente isento de oxigénio gasoso durante um período de tempo suficiente, de tal forma que há indícios de um arejamento deficiente (gleying e mottling); comum nas zonas húmidas.              |
| Udic                       | A humidade do solo é suficientemente elevada durante todo o ano, na maioria dos anos, para satisfazer as necessidades das plantas; comum em regiões húmidas.                                                                       |
| Ustic                      | A humidade do solo é intermédia entre os regimes Udic e Aridic; geralmente, existe humidade disponível para as plantas durante a estação de crescimento, mas podem ocorrer períodos de seca severos; comum em regiões semi-áridas. |
| Aridic                     | O solo está seco durante pelo menos metade da estação de crescimento e húmido durante menos de 90 dias consecutivos; comum em regiões áridas (tipo deserto).                                                                       |
| Xeric                      | O regime de humidade do solo é encontrado em climas do tipo mediterrânico, com invernos frescos e húmidos e verões quentes e secos. Tal como o regime Ustic, caracteriza-se por ter longos períodos de seca no verão.              |